# Che vuoi che sia...se t'ho aspettato tanto/Io donna io persona
Che vuoi che sia...se t'ho aspettato tanto/Io donna io persona è un singolo di Mia Martini pubblicato il 1º giugno 1976 per l'etichetta discografica Come Il Vento.

## Descrizione
Il 45 giri vede nuovamente la collaborazione con il musicista Dario Baldan Bembo, autore dei primi grandi successi di Mia Martini, inoltre è il primo disco pubblicato dalla cantante calabrese per l'etichetta Come Il Vento. La copertina del disco è realizzata da Luciano Tallarini e Mauro Balletti.

## Il disco

### Che vuoi che sia...se t'ho aspettato tanto
Lo scioglimento anticipato di Mia Martini con la Ricordi, coincide con l'arrivo di una buona offerta contrattuale da parte della RCA, che la scrittura come cantante di punta di una nuova etichetta-satellite, denominata Come Il Vento, che le assicura la massima libertà di scelta del repertorio. Il rientro all'etichetta romana costituisce una sorta di ritorno alle origini: si rinnova la sua collaborazione con Dario Baldan Bembo, il quale compone appositamente per lei, assieme a Paolo Amerigo Cassella, la ballad Che vuoi che sia...se t'ho aspettato tanto. Il brano affronta la reazione della protagonista ad un amore finito, la quale cerca la gioia nelle piccole cose quotidiane. 
Il pezzo presenta degli arrangiamenti innovativi per l'epoca, in particolare l'utilizzo del bouzouki, che ne caratterizza l'originalità del brano, curato negli arrangiamenti dal futuro premio Oscar Luis Bacalov.

### Io donna, io persona
Autore del testo è il cantautore Gianfranco Manfredi, che racconta tre storie di donne - una cover-girl, una madre e una vedova - che difendono i loro diritti in una società maschilista, descritta nei suoi connotati peggiori. Tre storie quindi di violenze sessiste caratterizzate dal forte linguaggio del testo, inizialmente censurato dalla Rai per il riferimento a tematiche allora spinose come la pornografia e l'aborto. Gli arrangiamenti spaziano nello stile funky-disco, difatti le sezioni ritmiche del disco sono affidate ai Libra (Alessandro Centofanti, Walter Martino, Dino Kappa, Nicola Distaso) appena rientrati in Italia dopo la loro esperienza americana con l'etichetta Motown Records.

## Successo e classifiche
Che vuoi che sia... se t'ho aspettato tanto riporta in classifica Mia Martini dopo la traumatica separazione dalla Ricordi. La promozione televisiva avviene con la sua quarta partecipazione al Festivalbar, registrando un'ottima accoglienza e per la terza volta alla Mostra internazionale di musica leggera di Venezia, dove suscita grande entusiasmo grazie anche all'elaborato look presentato quella sera, composto da lacca argentea nei capelli e un lungo abito rosso.
Grazie al successo italiano, la CIV distribuisce il 45 giri in vari Paesi del mondo. Le canzoni vengono esportate sia nelle versioni originali (commercializzate in Francia, Portogallo e Germania con copertine in alcuni casi rinnovate) che nelle relative versioni in lingua estera.

### Classifiche
| Classifica (1976) | Posizione massima |
| ----------------- | ----------------- |
| Italia            | 27                |

## Tracce
Lato A
1. Che vuoi che sia... se t'ho aspettato tanto – 4:41 (testo: Paolo Amerigo Cassella – musica: Dario Baldan Bembo)

Lato B
1. Io donna, io persona – 4:56 (testo: Gianfranco Manfredi – musica: Carmelo Carucci)